# St. Trinitatis (Camburg)

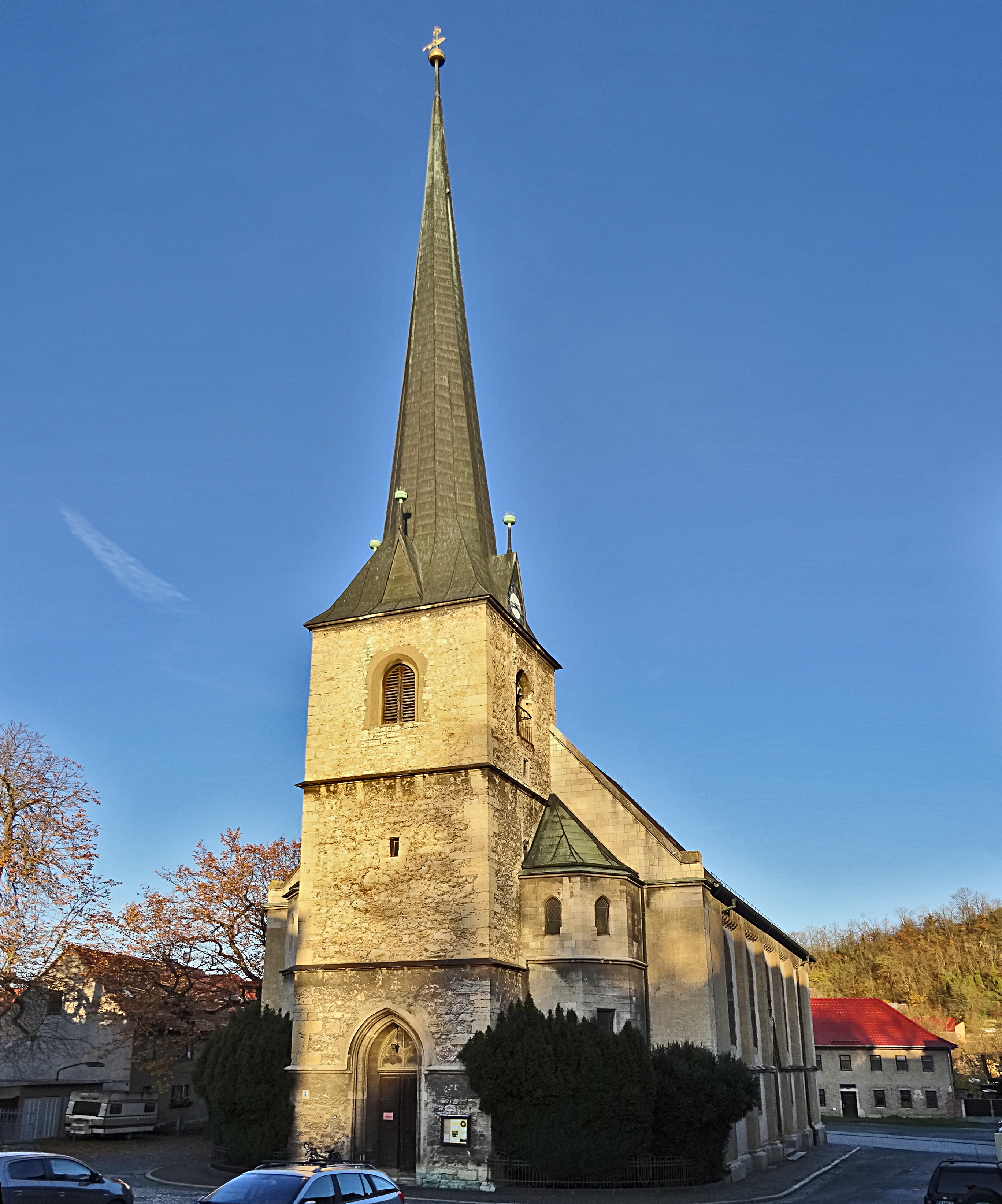
Die Trinitatis-Kirche zu Camburg

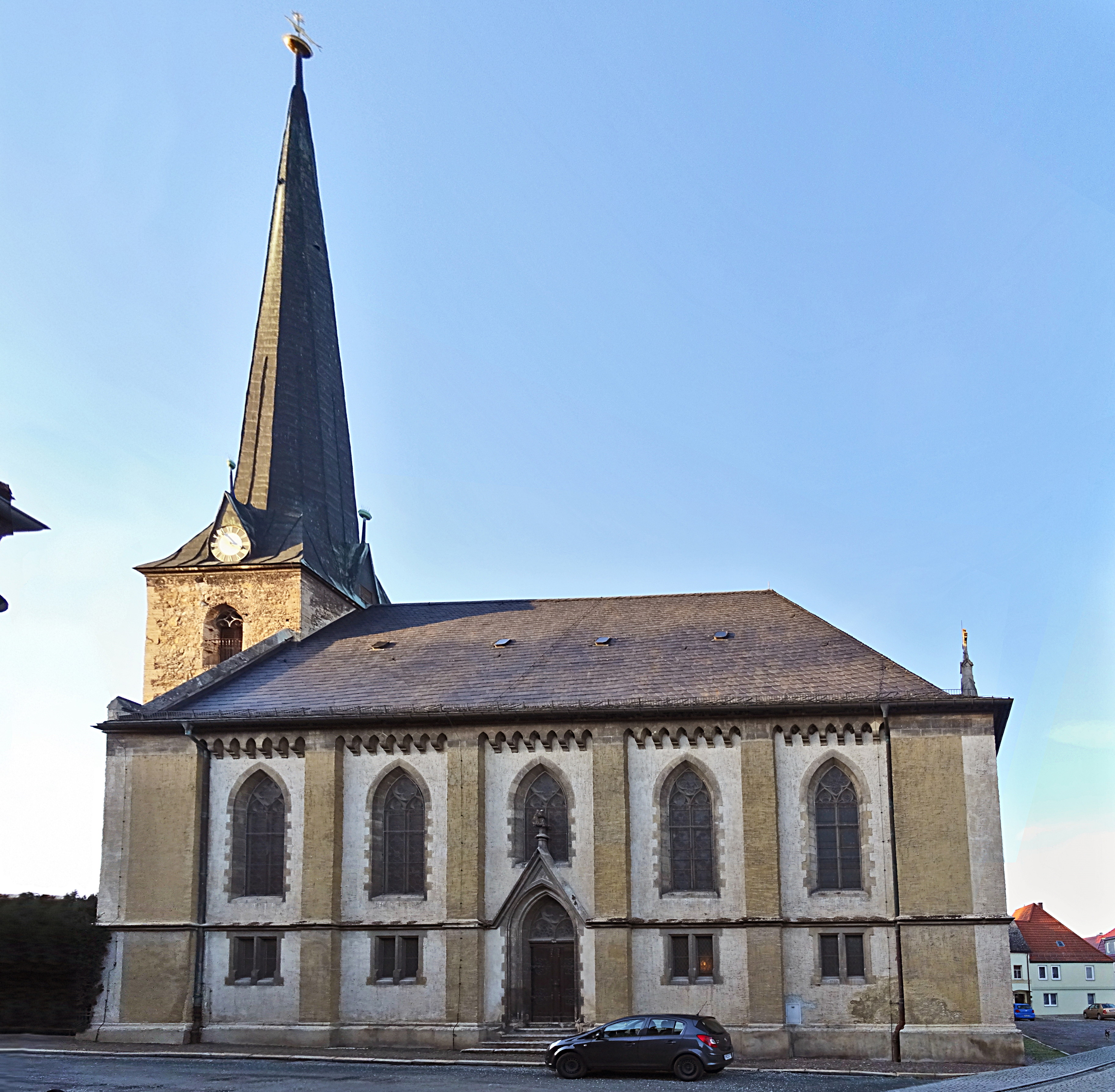
Gesamtansicht

Die Kirche St. Trinitatis ist das evangelisch-lutherische Gotteshaus im Stadtteil Camburg der Stadt Dornburg-Camburg im Saale-Holzland-Kreis in Thüringen. Mit ihrem 60 Meter hohen Kirchturm prägt sie maßgeblich das Ortsbild.
Die Kirchgemeinde gehört zum Kirchenkreis Eisenberg der Evangelischen Kirche in Mitteldeutschland.

## Lage
Die Kirche steht westlich der Saale in der Saaleniederung inmitten des Stadtteils westlich der Saale.

## Geschichte und Ausstattung

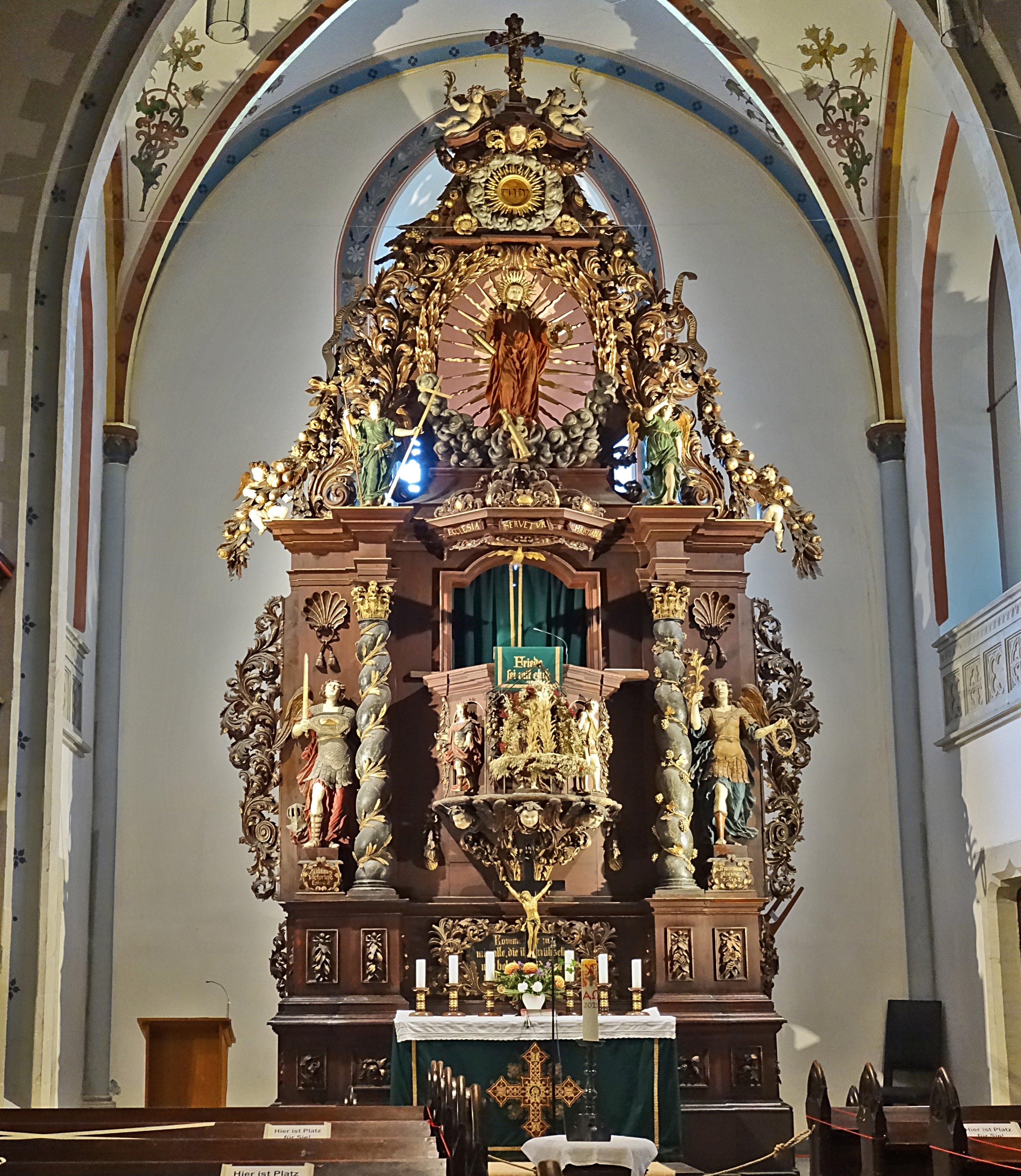
Hochaltar

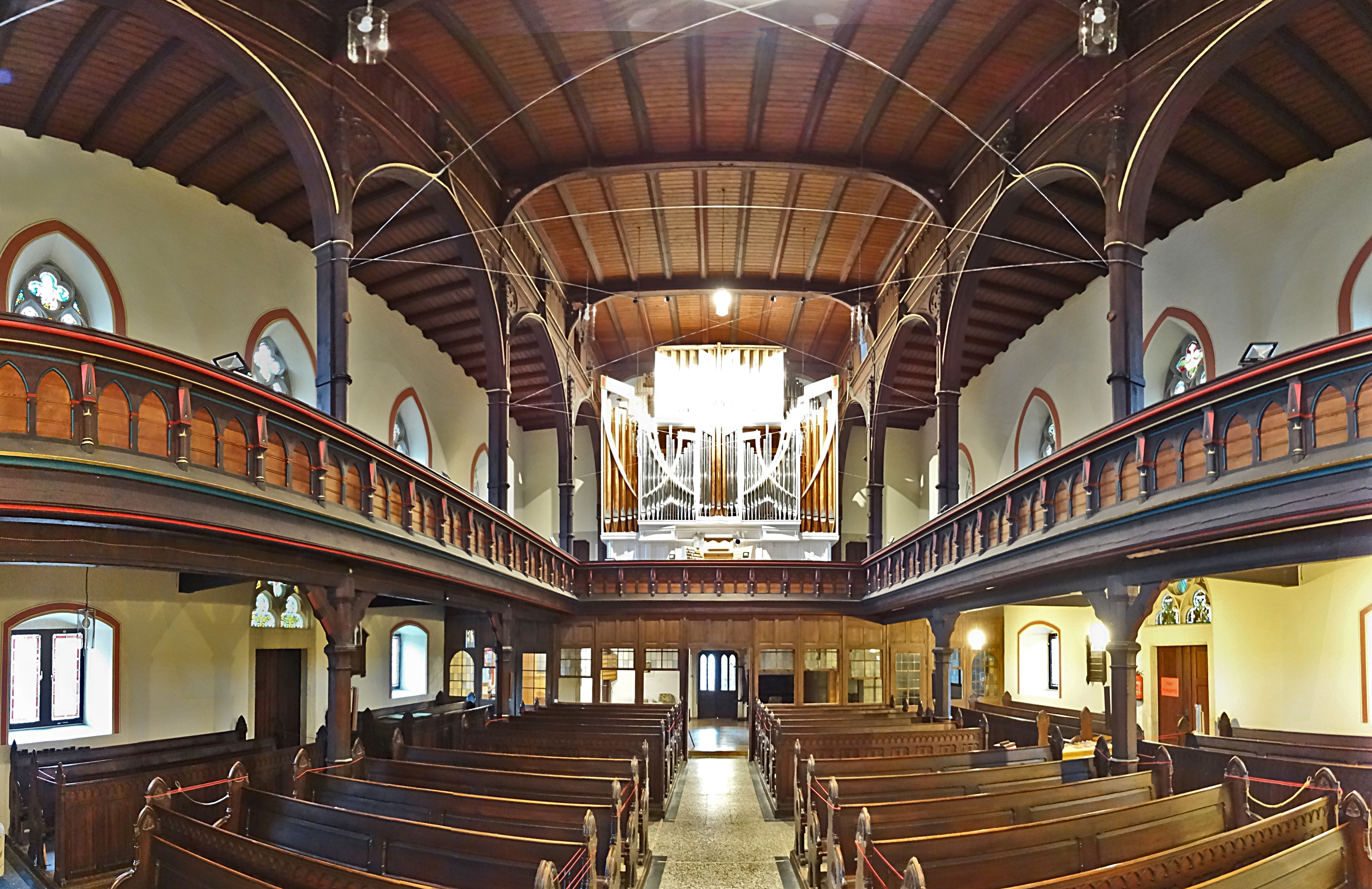
Innenansicht

Während mit der Errichtung der wettinischen Burg Camburg östlich der Saale wohl bereits in der 2. Hälfte des 12. Jh. eine Kapelle entstand, kann die heute Kirche auf dem Kirchplatz erst mit der Entstehung eines Marktes westlich der Saale errichtet worden sein. Erstmals wird sie im Jahre 1219 als „Marktkirche“ erwähnt. Anlass der Erwähnung war die Schenkung sowohl der Kapelle als auch der Marktkirche an das Nonnenkloster in Eisenberg.
Die ältesten baulichen Elemente sind der Gotik zuzuordnen und stammen aus dem 15. Jahrhundert. In katholischer Zeit ist für die Kirche das Patrozinium des heiligen Laurentius von Rom belegt. Nicht zuletzt ziert dieser Schutzheilige heute als Figur das Stadtwappen. Für die Zeit von der Reformation bis zur Neuweihung im 18. Jahrhundert trug die Kirche keinen Namen.
1701 schlug während des Gottesdienstes der Blitz ein und kostete sechs Menschen ihr Leben. Die Kirche brannte nieder. Turm und Außenmauern des Langhauses blieben dabei in Teilen erhalten. In den Jahren 1703–1708 entstand ein neues barockes Kirchenschiff unter Einbeziehung älterer gotischer Teile (z. B. die komplette Westfront). Im Jahre 1708 zum Dreifaltigkeitsfest am Sonntag nach Pfingsten wurde die Kirche als „St. Trinitatis“ geweiht.
Der Innenraum mit der dreiseitigen Empore ist weitgehend neugotisch überformt. Der von Bildhauer Friedrich Philipp Puppert und Maler Johann Friedrich Lindner geschaffene Kanzelaltar wurde 1712 mit Schnitzwerk versehen. Daneben sind figürliche Allegorien der kämpfenden und siegreichen Kirche dargestellt. Das Abschlussbild zeigt Christus, Engeln und Putten.
Superintendent Nathanael Mylius entwarf damals den Kanzelaltar, den ein Bildhauer namens Poppe aus Jena 1712 fertigstellte. Im Schnitzwerk zeigte er das streitbare und das siegreiche Christentum: Christus reicht dem Streitenden mit Schwert, Schild und Helm zu seiner Rechten die Bibel als geistliche Waffe und dem über das Böse Siegreichen links, mit Palmzweig und Lorbeerkranz, die Krone. Über dem Christus der Jahwe glorifizierende Strahlenkranz, unter ihm die Taube – Symbol für den Heiligen Geist.
Weitere Bestandteile sind das frühgotische Taufbecken, das gotische Kreuzigungsrelief und eine spätgotische Sakristeinische. Über dem Eingang der Turmhalle ist ein lebensgroßes Kruzifix aus dem 16. Jahrhundert dargestellt.
Die Kanzel trägt die Inschrift: „Kommt her zu mir, alle, die ihr mühselig und beladen seid – ich will euch erquicken“.
Im Jahre 1890 erlitt die Kirche wiederum Schäden, diesmal infolge eines Hochwassers. Sie entstand 1899 in ihrer jetzigen Gestalt. Der Kirchturm mit seiner noch einmal fast turmhohen schlanken Haube ragt er mehr als sechzig Meter über den Ort.
1897–1899 erfolgte im Kirchenschiff eine Regotisierung. Nur der Turm mit Kreuzgewölbe und den spätgotischen Fenster und Schallöffnungen in den oberen Geschossen blieben erhalten.
Die letzten Reste des gotischen Schiffs in der Westfront wurden beseitigt. Anstelle von zwei Emporentreppen, die zu Spitbogenportalen führten, wurden Treppentürme an die Westfront angebaut und das Portal an der Westseite des Turmes eingebracht.
Das 1998/1999 renovierte Kircheninnere beherbergt Altar und Orgel, Passionsrelief sowie Buntglasfenster mit den Porträts von Martin Luther und Philipp Melanchthon.

## Orgel

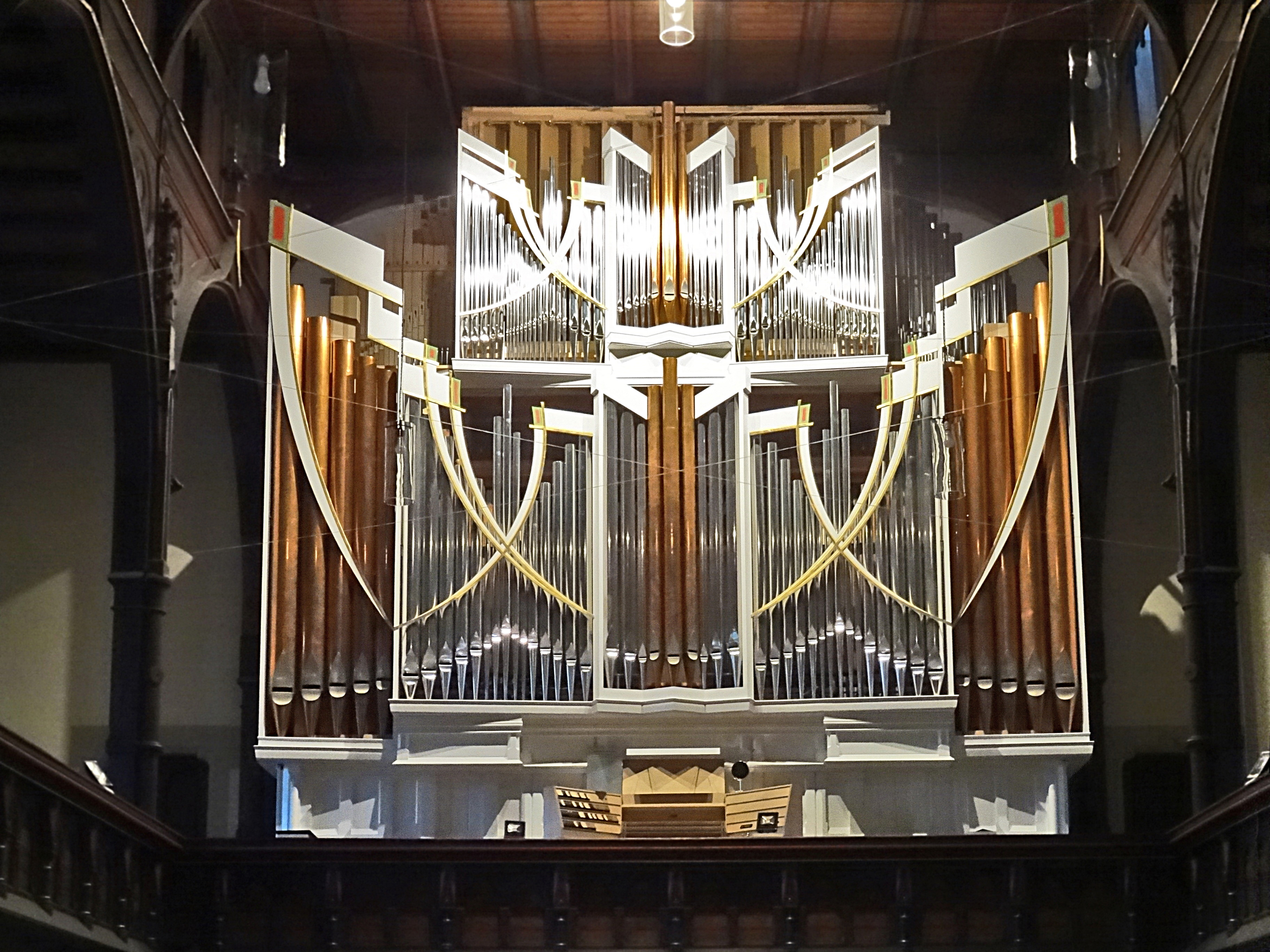
Voigt-Orgel

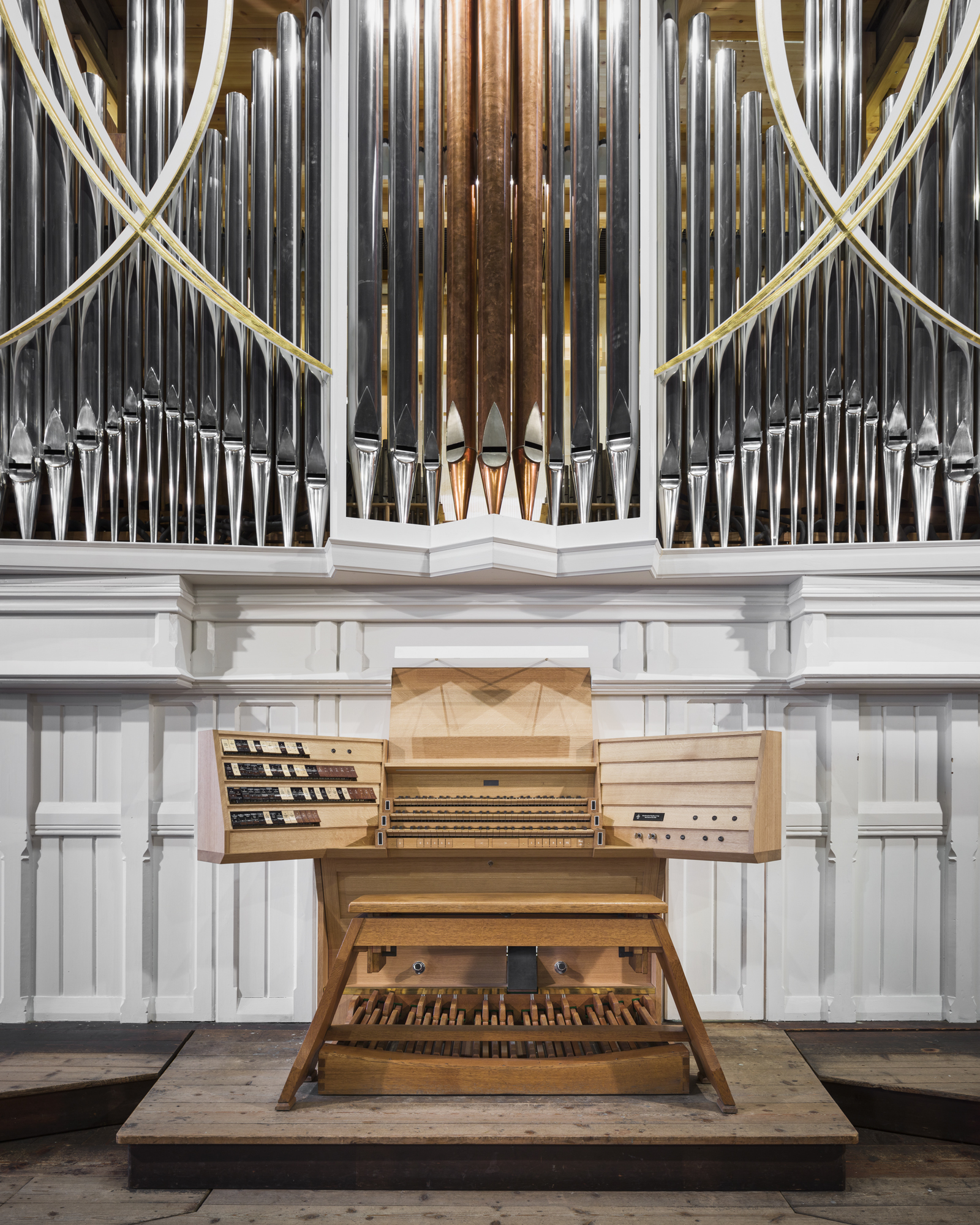
Voigt-Orgel, Spielpult

Die Gebrüder Poppe bauten 1885 eine neue Orgel. Sie wurde 1899 von Oskar Ladegast aus Weißenfels umgebaut und 1967 von Gerhard Kirchner in ein neues Gehäuse auf der unteren Empore versetzt. Zwischen 1970 und 1983 schuf Tischlermeister und Orgelbauer Siegfried Schenke aus Frauenprießnitz ein drittes Manual und 9 weitere Register.
Ab 2013 baute die Firma Mitteldeutscher Orgelbau A. Voigt aus Bad Liebenwerda eine neue Orgel, die 2018 eingeweiht wurde. Sie hat drei Manuale (Hauptwerk, Schwellwerk und Solowerk) sowie das Pedalwerk, etwas mehr als 2.700 Orgelpfeifen (2.212 alte, etwa 500 neue). Die Orgel hat 35 klingende Stimmen: 27 gehen auf die alten Stimmen zurück, acht wurden ganz neu gebaut. Da die fünf Register des Solowerkes in verschiedenen Funktionen genutzt werden können, stehen dem Organisten effektiv 59 Register zur Verfügung. Hinzu kommen 16 Koppel- und Nebenregister. Die Orgel bekam einen neuen Prospekt und einen eleganten neuen Spieltisch.
Die Voigt-Orgel hat folgende Disposition:
- I. Manual – Hauptwerk C–g3:

1. Bordun 16′
2. Principal 8′
3. Hohlflöte 8′
4. Rohrflöte 8′
5. Gemshorn 8′
6. Gambe 8′
7. Octave 4′
8. Spitzflöte 4′
9. Flauto amabile 4′
10. Flute harmonique 4′ ab c°
11. Quinte 2 2/3′
12. Octave 2′
13. Flute harmonique 2′
14. Terz 1 3/5′
15. Cornett 1–3fach ab c°
16. Mixtur 3–4fach
17. Trompeta major 16′
18. Trompeta major 8′
19. Trompette douce 8′
20. Trompeta major 4′
- II. Manual – Schwellwerk C–g3:

21. Lieblich Gedackt 16′
22. Salicet 16′
23. Geigenprincipal 8′
24. Gedackt 8′
25. Flauto travers 8′
26. Salicional 8′
27. Salicet 8′
28. Kleinprincipal 4′
29. Flauto minor 4′
30. Salicet 4′
31. Octave 2′
32. Flute harmonique 2′
33. Cornett 1–3fach ab c°
34. Progressio 3fach
35. Oboe 8′
- III. Manual – Solowerk C–g3:

36. Flauto amabile 16′
37. Salicet 16′
38. Flauto amabile 8′
39. Salicet 8′
40. Flute harmonique 8′
41. Flute harmonique 4′ ab c°
42. Flauto amabile 4′
43. Salicet 4′
44. Flute harmonique 2′
45. Cornett 1–3-fach ab c°
46. Kleincornett 1–3-fach
47. Trompeta major 16′
48. Trompeta major 8′
49. Trompeta major 4′
- Pedal – C–f1:

50. Principalbass 16′
51. Subbass 16′
52. Quinte 10 2/3′
53. Octavbass 8′
54. Cellobass 8′
55. Flauto amabile 8′
56. Octavbass 4′
57. Posaune 16′
58. Trompeta major 8′
59. Trompeta major 4′
- Koppeln: III-I, Sub II-I II-I, Super II-I P-I, Sub III-II III-II, Super III-II, Sub II-II, Super II-II P-II, III-P, Super III-P II-P, I-P
- Windladensystem: Schleiflade (I, II, P), Kastenlade (III)
- Tontraktursystem: mechanisch hängend (I, II, P), elektrisch (III)
- Registertraktursystem: elektrisch
- Schweller II. Manual
- Tremulant II. Manual
- Spielhilfen: Setzer
- I. und II. Manual Doppeltraktur
- III. Manual elektrische Kastenladen, Einzeltonsteuerung
- Pedal Doppeltraktur
- Transmissionskoppeln
- Sub/Super-Koppeln repetierend

## Die Kirche im Rundfunk
Am 2. April 2023 sendete das Hörfunkprogramm des Mitteldeutschen Rundfunks MDR Kultur den Gottesdienst der Kirchgemeinde aus dieser Kirche als Direktübertragung.

## Verschiedenes
- An die Kirche schließen sich das Gemeindezentrum Nathanael Mylius und das Pfarrgelände an.